# بانغكا - بليتونغ
مقاطعة بانغكا - بليتونغ (بالإندونيسية: Bangka - Belitung)‏ هي إحدى مقاطعات إندونسيا. وهي أرخبيل جنوب شرق سومطرة. و عاصمتها بانغكال بينانغ.

## جزر المقاطعة
من أهم جزر المقاطعة:
- جزيرة بانغكا (أو بانكا) وهي غير جزيرة بانغكا (سولاويسي)
- جزيرة بليتونغ

## أعلام
- باسوكي تجاهاجا بورناما